# Уш (річка)
Уш (фр. Ouche) — річка у Франції.
Знаходиться на сході країни. Уш є одним з правих притоків річки Сона. Виток розташований в муніципалітеті Люзені-сюр-Уш, річка протікає територією департаменту Кот-д'Ор.
Річка з зимовим паводком, з грудня по березень включно максимум в січні-лютому. Найнижчий рівень води в річці влітку, в період з липня по вересень включно.
Довжина річки становить 95 км. Площа її водозбірного басейну — 860 км. Середньорічна витрата води — 8 м³/с.